# Clásico de clásicos
La rivalité entre le Club America et le Chivas Guadalajara se réfère à l'antagonisme entre deux des principaux clubs de football du Mexique, le Club América créé en 1916 et le Chivas de Guadalajara créé en 1906.
Le Club América est basé à Mexico et évolue au stade Azteca. Le Chivas est basé à Guadalajara et évolue au stade Jalisco.
L'opposition entre les deux clubs est régie par une rivalité de notoriété et une rivalité sportive qui apparaissent dans les années 1950. Il est admis que les deux clubs sont les plus populaires du Mexique et que le football mexicain se partage en deux clans lors des confrontations.

## Histoire

### Origine de la rivalité
Les clubs phares du football mexicains avant les années 1950 sont le CF Atlante et le Club Necaxa. Lors de cette décennie, ils perdent de leur rayonnement et le Mexique s'enthousiasme pour le Chivas de Guadalajara qui connait une période de succès avec un effectif exclusivement composé de Mexicains.
Dans le même temps, le Club América est racheté par Emilio Azcárraga Milmo, propriétaire de la chaîne de télévision Telesistema Mexicano. Emilio Milmo se charge de créer lui-même les prémices d'une future rivalité en déclarant à propos du Chivas :

« Les Chivas, dans un film, ce sont les gentils, avec leurs joueurs mexicains. De nôtre côté, nous allons acheter les meilleurs étrangers pour devenir les méchants. »

 La rivalité prend forme en 1959. Le Club América effectue une tournée à Guadalajara et s'impose sur le score de deux buts à zéro lors de ses trois matchs contre des équipes locales. Sur le ton de la plaisanterie, l'entraineur du club de Mexico, Fernando Marcos déclare que désormais pour effectuer un appel téléphonique à Guadalajara, il faut composer l'indice téléphonique 20-20-20. Dès lors, les oppositions entre les Chivas et l'América sont animées d'une rivalité.

### Type de rivalité
Au-delà de la rivalité sportive et de prestige, l'opposition s'appuie sur des ressorts sociétaux ou culturels.
Le Clásico de clásicos offre un duel entre la capitale, Mexico, représentée par le Club América et la seconde ville du pays, Guadalajara, représentée par le Chivas. Le Club América symbolise également un effectif internationalisé construit grâce à des moyens financiers importants à l'inverse du Chivas et de son effectif exclusivement mexicains et d'une manière générale, privilégiant la formation des jeunes footballeurs.

## Historique des rencontres

### Championnat régulier etLiguilla
La première rencontre de championnat se tient le 16 janvier 1944 à l'occasion de la 9e journée de l'édition 1943-1944. Le Chivas de Guadalajara s'impose à domicile par trois buts à un. Le match de phase retour a lieu le 20 février 1944 et le Club América gagne sept buts à trois.
Les dix-sept matchs suivants se déroule d'août 1944 à août 1952 et voient le Chivas concédé une seule défaite pour dix victoires et six résultats nuls, dont cinq victoires consécutives entre le 20 août 1945 et le 21 septembre 1947. De la phase retour du championnat 1951-1952 au terme du championnat 1961-1962, aucune rencontre ne se termine par un score nul durant vingt et un matchs. Le bilan sur cette période est de quinze victoires pour le Chivas et six victoires pour l'América.
Au 23 octobre 2011, cent trente-sept matchs de championnat régulier ont lieu et les Chivas de Guadalajara mènent au nombre de victoires par cinquante-deux victoires contre trente-huit défaites. En Liguilla, compétition post-championnat régulier à élimination directe qui détermine le champion, les deux clubs s'y rencontrent lors de dix éditions, ce qui occasionne vingt confrontations. Le Club América compte treize victoires pour quatre défaites, six qualifications et une finale aller-retour gagnée lors de la Liguilla 1983-1984 qui voit le club de Mexico être sacré champion aux dépens de son rival sur un score cumulé de cinq buts à trois.

### Coupe du Mexique
Le 1er août 1943, les deux clubs s'affrontent officiellement pour la première fois, à l'occasion d'un match de phase de poule de la Coupe du Mexique. Le Chivas remporte le match sur un score de un but à zéro. Les rivaux disputent onze autres rencontres jusqu'à la disparition de l'épreuve en 1999 et le Club América ne connait aucune défaite grâce à un bilan de six victoires et cinq matchs nuls.
Le Chivas et l'América atteignent les finales des éditions 1953-1954 et 1954-1955 et le club de Mexico remportent les deux trophées. La première fois grâce à une victoire aux tirs au but à la suite d'un score cumulé aller-retour de parité de deux buts partout. La seconde finale se joue en match unique et l'América s'impose sur le score de un but à zéro.

### Supercoupe du Mexique (Campeón de Campeones)
Les rivaux s'affrontent deux fois en Supercoupe du Mexique lors des éditions 1963-1964 et 1964-1965. Le Chivas de Guadalajara s'impose lors des deux éditions qui sont disputées dans le stade du Club América, le Stade Olímpico de la Ciudad de los Deportes.

### Copa Libertadores
Les rivaux se jouent lors de l'édition 1998 de la Copa Libertadores. Le Club América remporte les matchs de phase de poule aller et retour.

### Ligue des champions de la CONCACAF
Les deux clubs se rencontrent en huitième de finale aller-retour de la Ligue des champions de la CONCACAF 1985. Les deux matchs se disputent aux États-Unis dans le Los Angeles Memorial Coliseum.
Le 9 avril 1985, le Club América s'impose lors du match aller sur le score de trois buts à un puis réalise un match nul un but partout lors du match retour, le 23 avril 1985.

## Clásicoféminin
Le clásico se dispute également entre les sections féminines des Chivas et du Club América.

### Histoire
La Liga MX féminine débute en 2017. Le 4 novembre 2017, les Chivas et l'América se retrouvent à l'Estadio Akron en demi-finale aller du tournoi d'ouverture. Les Águilas ouvrent le score à la 29e minute par Lucero Cuevas, qui inscrit donc le premier but de l'histoire du clásico féminin. Daniela Espinosa double la mise, mais les Chivas réduisent l'écart par leur capitaine Tania Morales. Guadalajara inverse complètement le cours du match et finit par s'imposer 4-2. Guadalajara obtient un match nul 2-2 au retour et file en finale, que le club remportera face à Pachuca pour décrocher son premier titre.
Lors du tournoi d'ouverture 2019, les deux équipes s'affrontent en quart de finale. Alors que les Chivas l'avaient emporté 4-2 lors de la saison régulière, le Club América s'impose à l'aller comme au retour (2-0, 1-0) et se qualifie. Scenario similaire lors du tournoi d'ouverture un an plus tard : en quarts de finale, l'América s'impose à domicile 1-0 à l'aller, puis garde son avantage au retour (2-2). Lors du tournoi d'ouverture 2021, pour la troisième fois en trois ans, c'est l'América qui élimine les Chivas en quarts de finale (0-0, 2-1).
Lors du tournoi d'ouverture 2022, le clásico a lieu en demi-finale. Après une victoire 3-1 à domicile à l'aller, l'América tient les Chivas en échec 3-3 au retour et se qualifie pour la finale. Les deux matches rassemblent plus de 56 000 spectateurs.

### Statistiques
| Compétition                 | Victoires/Chivas | Nuls | Victoires/América | Buts/Chivas | Buts/América |
| --------------------------- | ---------------- | ---- | ----------------- | ----------- | ------------ |
| Saison régulière de Liga MX | 5                | 2    | 4                 | 19          | 23           |
| Liguilla                    | 1                | 5    | 10                | 20          | 35           |
| Total                       | 6                | 7    | 14                | 39          | 58           |

Mise à jour le 16/04/2025.

### Palmarès des équipes
| Équipe             | Tournois saisonniers de Liga MX | Campeón de campeones |
| ------------------ | ------------------------------- | -------------------- |
| Chivas Guadalajara | 2 (Ap 2017 et Cl 2022)          | 1 (2021-2022)        |
| Club América       | 2 (Ap 2018 et Ap 2023)          | 0                    |

## Stades
Au cours de son histoire, le Chivas reçoit l'équipe visiteuse dans différents stades. Le Parque Oblatos accueille la première rencontre officielle entre les deux rivaux, le 1er juillet 1943, à l'occasion de la 4e journée de phase de poule de la Coupe du Mexique 1942-1943. La dernière rencontre se tient pour la 7e journée du championnat 1959-1960. Le club de Guadalajara reçoit au Stade Jalisco la saison suivante et jusqu'en 2010. Le dernier classique à s'y tenir date du 4 avril 2010 où se déroule le match comptant pour la 13e journée du Bicentenario 2010. Le Stade Omnilife accueille sa première rivalité lors du championnat de clôture 2011, le 10 avril 2011.
Le Club América reçoit le Chivas dans quatre enceintes différentes. Le Parque Asturias sert pour les quatre premières réceptions en championnat dans les années 1940. De 1948 à 1955, le Stade Olímpico de la Ciudad de los Deportes accueille les rencontres et la dernière opposition à s'y dérouler est la finale de Coupe du Mexique 1954-1955, remportée par l'América aux dépens de son rival sur le score d'un but à zéro. Le Stade Olímpico Universitario est ensuite utilisé. La première rencontre se tient le 3 août 1955 pour le compte de la 5e journée du championnat 1955-1956 et l'ultime opposition se tient le 12 mars 1966 à l'occasion de la 5e journée de phase de poule de la Coupe du Mexique 1965-1966. Depuis le 25 septembre 1966, le Stade Azteca devient le quatrième stade à accueillir le Chivas lors des classiques.
Le Robertson Stadium de Houston et le Los Angeles Memorial Coliseum, tous deux situés aux États-Unis, accueillent des matchs entre les deux rivaux comptant pour la Ligue des champions de la CONCACAF, la Pre-Libertadores et l'InterLiga.

## Navigation